# 阿尔特泽
阿尔特泽（法語：Arthezé，法語發音：[aʁtəze]）是法国萨尔特省的一个市镇，属于拉弗莱什区。

## 地理
阿尔特泽（47°47'13"N, 0°7'11"W）面积8.65 平方千米，位于法国卢瓦尔河地区大区萨尔特省，该省份为法国西北部内陆省份，北起顺时针与奥恩省、厄尔-卢瓦省、卢瓦-谢尔省、安德尔-卢瓦尔省、曼恩-卢瓦尔省和马耶讷省接壤，是法国大西部的入口，连接卢瓦尔河谷、布列塔尼和巴黎盆地。
与阿尔特泽接壤的市镇（或旧市镇、城区）包括：萨尔特河畔马利科讷、维莱讷苏马利科讷、勒巴约勒、布斯、萨尔特河畔帕尔塞。

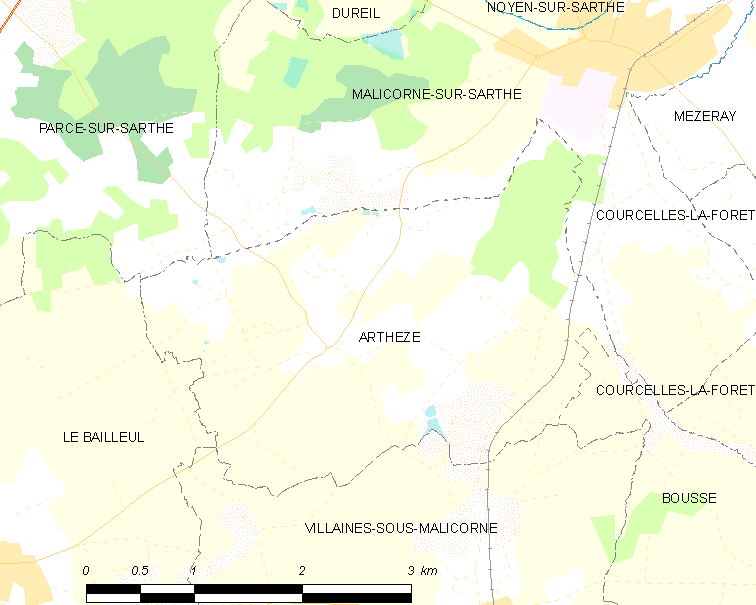
阿尔特泽的OSM定位图

阿尔特泽的时区为UTC+01:00、UTC+02:00（夏令时）。

## 行政
阿尔特泽的邮政编码为72270，INSEE市镇编码为72009。

## 政治
阿尔特泽所属的省级选区为拉弗莱什县。

## 人口

1962-2008年间阿尔特泽人口变化图示

阿尔特泽于2022年1月1日时的人口数量为351人。